# Odbiornik REV-251M

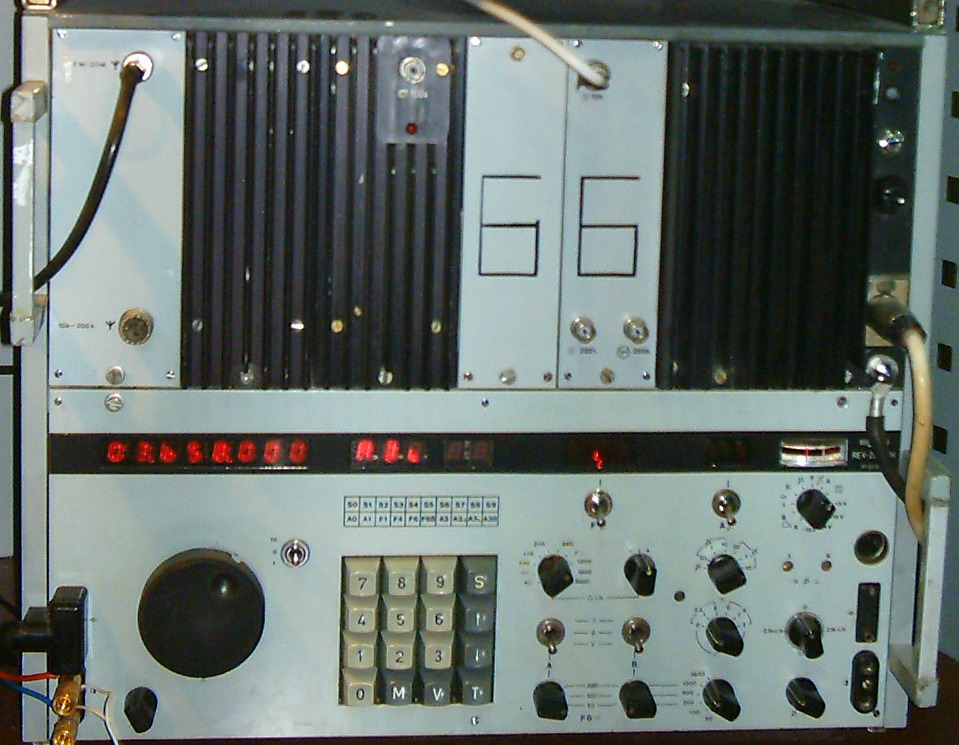
REV-251M

REV-251M – węgierski krótkofalowy, uniwersalny odbiornik radiowy, który jest na wyposażeniu jednostek radioelektronicznych Wojska Polskiego, przeznaczony do pracy w zakresie częstotliwości 0,2 – 29,999999 MHz.

## Dane techniczne
- Zakres częstotliwości: 0,2 – 29,999999 MHz
- Odbierane emisje radiowe: A1A, A3E, J3A, J3E, F1A, F1B, F3E
- Czułość odbiornika: 0,75 μV
- Krok strojenia: 1 Hz
- Zasilanie: 110/127/220 V
- Pobór mocy: 110 VA
- Wyjście II p.cz.: 200 kHz
- Masa: około 26 kg

## Możliwości programowe
- Odbiornik posiada możliwość zapisu pakietu danych: częstotliwość, rodzaj emisji i szerokość pasma.